# Ганс Крон
Ганс Крон (нід. Hans Croon, 25 травня 1936 — 5 лютого 1985) — нідерландський футбольний тренер. Насмаперед відомий як тренер, що приводив «Андерлехт» до перемоги у Кубку володарів кубків 1975/76.

## Кар'єра тренера
Розпочав тренерську кар'єру 1957 року, очоливши тренерський штаб клубу ДВС. Протягом наступних 15 років працював на батьківщині з низкою нижчолігових команд.
1972 року перебрався до Бельгії, очоливши тренерський штаб  «Варегема». Вже за результатами другого сезону роботи із командою привів до здобуття Кубка країни. Згодом протягом сезону тренував «Льєрс», після чого 1975 року очолив  «Андерлехт». На чолі цієї команди здобув ще один Кубок Бельгії, а також перший в історії клубу континентальний трофей — Кубок володарів кубків 1975/76.
Попри цей успіх 1976 року залишив «Андерлехт» і повернувся на батьківщину, де протягом 1976–1979 років працював із «Неймегеном» та «ВВВ-Венло».
Останніми клубами, з якими працював Крон були бельгійські «Варегем», «Берінген» та «Льєрс», останній з яких він тренував у 1982–1983 роках.

## Подальше життя
Зввершивши тренерську кар'єру, приєднався до послідовників духовного вчення індійського містика Чандра Мохан Раджніша, взявши собі духовне ім'я Шуньям Ав'якул.
Помер 5 лютого 1985 року у віці 48 років в роттердамській лікарні внаслідок травм, отриманих в автомобільній аварії.

## Титули і досягнення
- Володар Кубка Кубків УЄФА (1):

«Андерлехт»: 1975-1976
- Володар Кубка Бельгії (2):

«Варегем»: 1973-1974
«Андерлехт»: 1975-1976